# Trójczyce
Trójczyce – wieś w Polsce położona w województwie podkarpackim, w powiecie przemyskim, w gminie Orły.
| SIMC    | Nazwa     | Rodzaj    |
| SIMC    | Nazwa     | Rodzaj    |
| ------- | --------- | --------- |
| 0607601 | Dół       | część wsi |
| 0607618 | Góra      | część wsi |
| 0607624 | Na Klinie | część wsi |
| 0607630 | Podgaj    | część wsi |

W latach 1975–1998 miejscowość administracyjnie należała do województwa przemyskiego.